# Integrovaná doprava Zlínského kraje

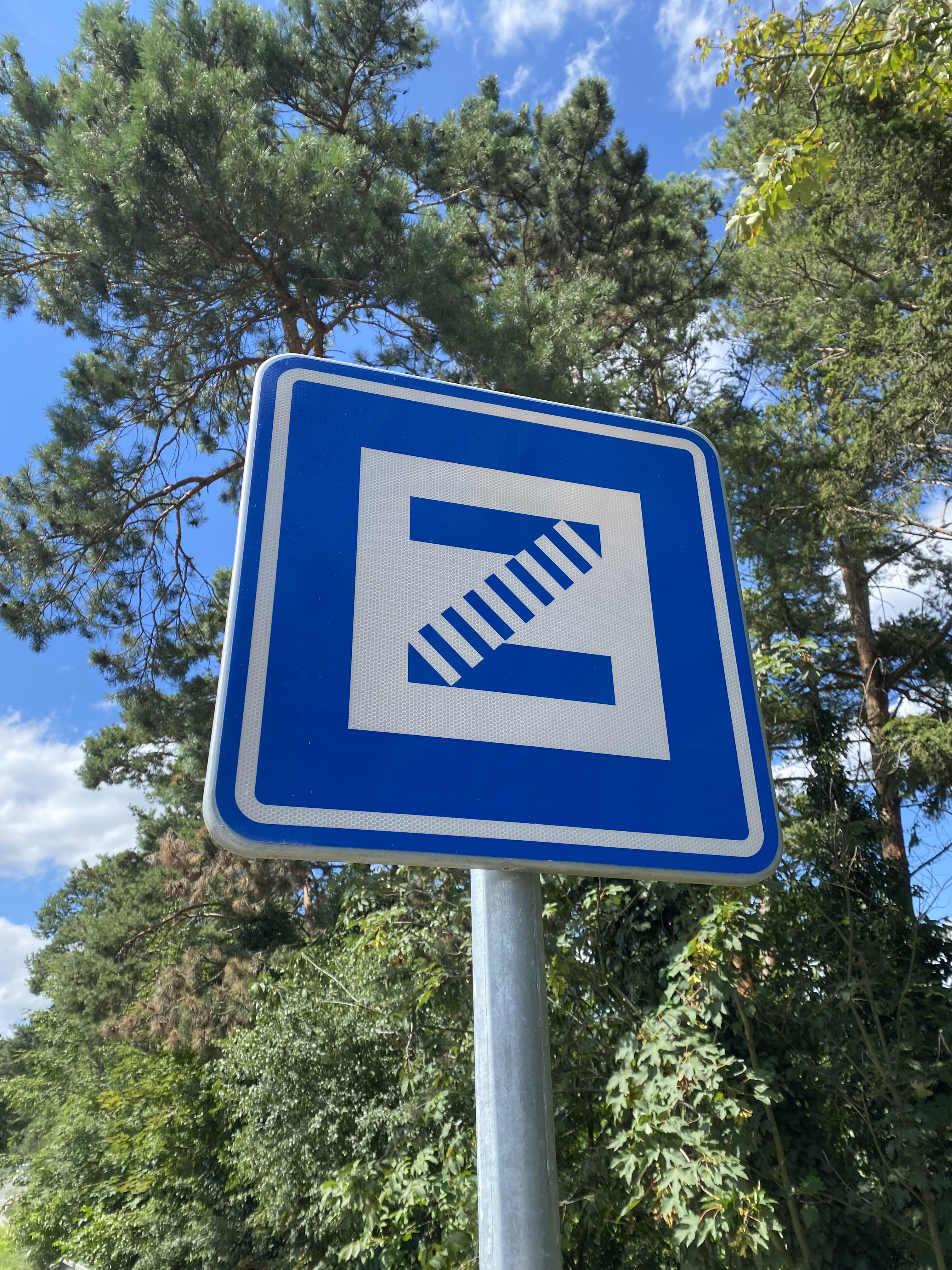
Označení autobusové zastávky IDZK

Integrovaná doprava Zlínského kraje (IDZK) je integrovaný dopravní systém, do něhož je zahrnuta regionální, dálková a městská autobusová a železniční doprava na území Zlínského kraje. Systém byl poprvé uveden do provozu roku 2021 a od té doby probíhá postupná hlubší integrace. Ve Zlínském kraji souběžně existuje systém Zlínská integrovaná doprava, která zajišťuje integraci železnice a systému MHD ve Zlíně a Otrokovicích. V budoucnu je v plánu začlenění MHD Zlín-Otrokovice do systému IDZK.
Integrace spočívá v zavedení jednotného tarifu, smluvních přepravních podmínek, číslování linek, zjednodušení tarifní struktury i způsobu odbavování a reformě provozního konceptu vedení linek, jízdních řádů a návazností. Koordinátorem Integrované dopravy Zlínského kraje je společnost Koordinátor veřejné dopravy Zlínského kraje (KOVED).

## Historie IDS ve Zlínském kraji

### KORIS
KORIS (Komplexní odbavovací, řídící a informační systém veřejné hromadné dopravy ve Zlínském kraji) představoval první snahu o zavedení celokrajského integrovaného dopravního systému, k jehož zavedení a řízení zřídil Zlínský kraj na základě rozhodnutí Zastupitelstva Zlínského kraje ze dne 21. prosince 2005 společnost Koordinátor veřejné dopravy Zlínského kraje, s.r.o. (do obchodního rejstříku zapsána 11. března 2006, zkratka KOVED), dosud je kraj jejím jediným společníkem. Pod názvem KORIS bylo prezentováno jednotné dispečerské řízení a jednotný informační systém. I před zavedením jednotného krajského integrovaného systému zajišťoval KOVED pro kraj odborné činnosti jako dopravní a ekonomické analýzy, zpracování objednávek dopravy včetně koordinace dopravců, jednání s jinými subjekty a zpracování podnětů a připomínek, definování rozsahu základní dopravní obslužnosti, kontrolní činnosti a zajišťování informovanosti o veřejné dopravě v kraji, a bylo dohodnuto vzájemné uznávání čipových karet mezi některými dopravci. Projekt sestával ze tří prvků:
- Centrální dispečink (dispečerský systém řízení provozu veřejné hromadné dopravy, garantování přestupů mezi dopravními prostředky, operativní řešení provozních problémů)
- Informační systémy ve vozidlech
- Informační systémy v zastávkách (informace o odjezdech v reálném čase)

KOVED zprostředkovává i krajskou objednávku dopravy v integrovaném dopravním systému Zlínská integrovaná doprava, který provozují dva z dopravců.

### Vzájemné uznávání čipových karet
Clearing a vzájemné uznávání čipových karet včetně elektronické peněženky fungovalo v kraji od listopadu 2007 až do jejich nahrazení krajskou kartou Zetka v roce 2021. Byli do něj zapojeni tito dopravci:
- ČSAD Vsetín a. s.
- ČSAD BUS Uherské Hradiště a. s.
- KRODOS BUS
- HOUSACAR
- Kroměřížské technické služby, s. r. o.

Při platbě byly přiznávány slevy za platbu čipovou kartou a sleva z nahraného úseku ve výši až 10 %, v kroměřížské MHD sleva 40 %.

### Integrovaná doprava Zlínského Kraje
Od roku 2020 byl připravovaný systém prezentován pod novým názvem Integrovaná doprava Zlínského kraje (IDZK). Mezi cíli byly v marketingové kampani jmenovány nové vlaky i autobusy, jednotný tarif, platby bankovními kartami v celé síti, více spojů a lepší návaznosti, centrální dispečink, online polohy vozidel, marketingové kampaně na podporu veřejné dopravy či turistické linky. 
V prvním roce provozu IDZK (2021) byly sjednoceny tarify, spuštěna krajská dopravní karta Zetka (vzájemně kompatibilní s kartou ODISka systému ODIS Moravskoslezského kraje) a v rámci organizace KOVED vzniklo kontrolní a marketingové oddělení. V červenci roku 2022 byla spuštěna možnost časového jízdného pro všechny oblasti kraje. 1. července 2023 byla do systému IDZK integrována MHD v Uherském Hradišti a 1. dubna 2024 pak MHD ve Vsetíně. V únoru 2024 spustil KOVED možnost rezervace místa v dálkových autobusech do Brna.
Od 1. července 2024 je na území celého kraje ve všech linkách autobusů i vlaků zapojených do IDZK i ve všech linkách MHD možné cestovat s aplikací FAIRTIQ. Zlínský kraj se tak stal prvním krajem v Česku, který tuto švýcarskou aplikaci používanou v dalších šesti evropských zemích podporuje.
Změna jízdních řádů 15. prosince 2024 s sebou kromě zdražení přinesla i několik změn v IDZK. U autobusových linek jsou všechny zastávky na znamení. Výjimku tvoří pouze autobusové linky mimo území Zlínského kraje a linky MHD Vsetín (linky 601–616). Pokud se na zastávce nachází lidé, je řidič povinen zastavit. Cestující tedy nemusí na řidiče mávat, že má v úmyslu nastoupit. V autobuse dá cestující znamení řidiči stisknutím tlačítka STOP, případně ústním sdělením. Došlo také k přejmenování některých autobusových zastávek. Na železnici došlo po 5 letech k dlouho očekávanému obnovení přeshraničního spojení Horní Lideč – Púchov osobními vlaky a na lince S9 Přerov – Břeclav došlo k nasazení 5 nových bezbariérových jednotek RegioPanter. Poslední změna se týká držitelů průkazu ZTP nebo ZTP/P, kteří nově jezdí v krajské dopravě zadarmo.

## Budoucnost IDZK
V roce 2025 by měla být spuštěna vlastní mobilní aplikace IDZK, která by měla sloužit jak pro nákup jednotlivého jízdného, tak jako nosič dlouhodobých časových kupónů, čímž odpadne nutnost pořízení karty Zetka. V plánu je také rozšíření sortimentu jízdného v mobilní aplikaci Můj vlak Českých drah. Postupně budou do IDZK plně integrovány zbylé dvě MHD ve Zlíně a Kroměříži, zjednodušena tarifní struktura i způsob odbavování a reformován provozní koncept vedení linek a jízdních řádů.

## Tarif IDZK
V současné době existují v Integrované dopravě Zlínského kraje tři různé tarify:

### Kilometrický tarif
Kilometrický tarif je původní tarif používaný ve veřejné dopravě ve Zlínském kraji již před vznikem systému IDZK, který sjednotil jednotlivé tarify dopravců do jednoho společného. Cena jízdného zahrnuje nástupní sazbu ve výši 15 Kč a 1,50 Kč za každý ujetý kilometr. Cena je zaokrouhlena dolů na celé koruny. Jízdenku je možné zakoupit u řidiče autobusu, na železniční pokladně nebo u průvodčí/ho (ve stanicích se zavřenou nebo žádnou pokladnou bez manipulační přirážky). Postupně jsou také ve vlacích objednávaných Zlínským krajem instalovány samoobslužné jízdenkové automaty. Platit je možné v hotovosti, platební kartou a kartou Zetka nebo ODISka. Jízdenku na vlak v tarifu Zlínského kraje je také možné zakoupit online na e-shopu Českých drah nebo v mobilní aplikaci Můj vlak.
Nevýhodou kilometrického tarifu je nepřestupnost jednotlivých jízdenek, která je možná pouze při platbě kartou Zetka nebo ODISka, jinak je nástupní sazba 15 Kč účtována při každém přestupu. Další nevýhodou je různá cena při cestování různě dlouhými trasami nebo z různých zastávek v rámci jedné obce.
Kilometrický tarif bude v roce 2025 zcela nahrazen novým zónově-relačním tarifem, který je již dnes možné využívat prostřednictvím mobilní aplikace FAIRTIQ.

### Zónový tarif
Zónový tarif je v systému Integrované dopravy Zlínského kraje používán pro předplatné jízdné - dlouhodobé časové kupóny. Na e-shopu IDZK nebo v informačních kancelářích dopravců a na vlakových nádražích si lze pořídit kupón na 7, 30, 90 nebo 365 dní, se kterým lze poté neomezeně cestovat na území zón, které si cestující zakoupil. Kupón je v současné době vázán pouze na kartu Zetka (nebo ODISka), to by se ale mělo brzy změnit. V roce 2025 má KOVED v plánu zprovoznit vlastní mobilní aplikaci, která má kromě prodeje jednotlivého jízdného sloužit jako nosič předplatného jízdného.
Kromě dlouhodobého předplatného jízdného si lze také zakoupit celosíťovou jednodenní jízdenku se základní cenou 220 Kč. Jízdenka není na rozdíl od dlouhodobého předplatného jízdného vázána na kartu Zetka/ODISka.
Zlínský kraj měl v plánu od března roku 2024 nabízet zakoupení takzvaných kombizón, které řeší alternativní trasy. Od tohoto plánu bylo nakonec upuštěno a to kvůli zastaralému systému dodávaného ODISem, který je ve Zlínském kraji používán k odbavování karet Zetka a ODISka, jež jsou nosiči předplatného jízdného. Tento technický problém bude vyřešen spuštěním vlastní mobilní aplikace IDZK, která by měla dorazit v roce 2025.

### Zónově-relační tarif
Zónově-relační tarif je nejmladším tarifem Integrované dopravy Zlínského kraje, který by měl v roce 2025 zcela nahradit původní kilometrický tarif. Prozatím je možné jej využít výhradně prostřednictvím mobilní aplikace FAIRTIQ. Tento tarif funguje na principu pevně stanovené ceny z místa A do místa B a to jakoukoli povolenou trasou. Řeší tedy nedostatky kilometrického tarifu a je navíc plně přestupní mezi všemi dopravními prostředky veřejné dopravy.

V IDZK se bezplatně přepravují děti do 6 let, držitelé průkazu ZTP(/P), mazlíčci, zavazadla a kočárky. Pro děti od 6 do 18 let, studenty od 18 do 26 let, seniory nad 65 let a invalidy 3. stupně platí sleva 50 % z jízdného. Poplatek za jízdní kolo je 30 Kč.

## Dopravci v IDZK
V současné době obsluhují linky IDZK tito dopravci:
- Arriva autobusy, a.s. (dříve Veolia Transport Morava nebo Arriva Morava)
- ČSAD Bus Uherské Hradiště, a.s.
- Transdev Morava s.r.o
- TQM Holding s.r.o.
- Z-Group bus a.s. (dříve ČSAD Vsetín, KRODOS BUS a HOUSACAR)
- Arriva vlaky s.r.o.
- České dráhy, a.s.

V minulosti působili na linkách Zlínského kraje také tito dopravci:
- ČSAD Kyjov Bus a. s.
- FTL - First Transport Lines, a. s.
- VYDOS BUS a. s.
- ČSAD Hodonín a. s.

Od 1.7.2024 je díky nové mobilní aplikaci FAIRTIQ uznáváno jízdné IDZK i společnostmi Dopravní společnost Zlín-Otrokovice, s.r.o. a Kroměřížské technické služby, s.r.o. provozující MHD ve Zlíně, Otrokovicích a Kroměříži a to navzdory tomu, že zatím nejsou integrovány do systému IDZK.
Od 1. února 2025 začne v systému IDZK jezdit nový dopravce, kterým bude Znojemská dopravní společnost PSOTA, která bude nově zajišťovat provoz již integrované MHD v Uherském Hradišti.